# Jülin-barlangok
A Jülin-barlangok (kínai: 榆林窟, pinjin: Jü-lin ku) barlangsor Kuacsou megyében, Kanszu tartományban, Kína északnyugati részén, Tunhuang várostól és a Mokao-barlangoktól 100 km-re keletre. Nevét a Jülin-folyót övező, azonos nevű szilfákról kapta. A folyó keresztülfolyik a területen, két csoportra osztva a barlangokat. Az itt feltárt 42 barlangban mintegy 250 színes szobor és 4200m² falfestmény található, amelyeket a Tang-dinasztiától a Jüan-dinasztia koráig (7-14. század) hoztak létre és építettek át vagy újítottak fel a különböző korok uralkodói. A helyszín az 1961-ben létrehozott nemzeti történelmi és kulturális jelentőségű helyszínek megállapításakor bekerült a védelem alá első helyszínek közé. 2008-ban a Jülin-barlangok felkerült Kína világörökségi helyszíneinek várólistájára a selyemút részeként.

## Barlangok
A barlangok többsége bejárati folyosóként, előteremként vagy főteremként funkcionált. Három barlang közepén tartóoszlopot hagytak meg, majd falfülkéket vájtak mind a négy oldalon. Néhány barlangot a történelem során átépítettek vagy felújítottak a Tang-dinasztia után az Öt dinasztia, a Szung, a Nyugati Hszia vagy a Jüan-dinasztia korában. A Ming-dinasztia idején teljesen használaton kívülre került. A Csing-dinasztia korában próbálkozásokat tettek a barlangok felújítására, és ebben a korban újabbakat is létrehoztak.  A Tunhuang Akadémia tevékenységének köszönhetően jelenleg a helyszín állapotának megőrzésért fáradoznak szakemberek a sziklafalak megerősítésével és a turistalátogatások szabályozásával.

## Falfestmények
A falfestmények buddhista vallási témájúak – buddhák, bódhiszattvák és a dzsátaka mesék varázslatos lényei – világi témákkal kiegészítve (szponzorok, go játékosok és kisebbségi népek nevei), így az ábrák jól mutatják a különböző korok haj és ruhaviseleteit, földművelési szokásait, például fejés, borkészítés, olvasztás kemencében, zenés és táncos műsorok, illetve házasodási szokások. A festmények nem freskók, inkább keleties vakolatra felhordott ásványi és organikus pigment festékanyagok és gumi vagy ragasztó kötőanyagok.

## Barlangok listája
A 42 barlang számozása főleg a falfestmények stílusa és a falfeliratok alapján készült (kínai, mongol, tibeti, szanszkrit, tangut és óujgur nyelven):
| Barlang | Építette        | Felújította                                                 | Korábbi számozása | Kép |
| ------- | --------------- | ----------------------------------------------------------- | ----------------- | --- |
| 1       | Csing           |                                                             |                   |     |
| 2       | Nyugati Hszia   | Yuan, Csing                                                 | C1                |     |
| 3       | Nyugati Hszia   | Yuan, Csing                                                 | C2                |     |
| 4       | Yuan            | Csing                                                       | C3                |     |
| 5       | Tang            | Csing                                                       |                   |     |
| 6       | Tang            | Öt dinasztia, Song, Nyugati Hszia, Csing, Kínai Köztársaság | C4                |     |
| 7       | Csing           |                                                             |                   |     |
| 8       | Csing           |                                                             |                   |     |
| 9       | Csing           |                                                             |                   |     |
| 10      | Nyugati Hszia   | Yuan, Csing                                                 | C5                |     |
| 11      | Csing           |                                                             |                   |     |
| 12      | Öt dinasztia    | Csing                                                       | C6                |     |
| 13      | Öt dinasztia    | Szung, Csing                                                | C7                |     |
| 14      | Szung-dinasztia | Csing, Kínai Köztársaság                                    | C8                |     |
| 15      | Mid-Tang        | Szung, Nyugati Hszia, Jüan, Csing                           | C9                |     |
| 16      | Öt dinasztia    | Early Kínai Köztársaság                                     | C10               |     |
| 17      | Tang            | Öt dinasztia, Szung, (tisztázatlan dátum), Csing            | C11               |     |
| 18      | Öt dinasztia    | Nyugati Hszia, Jüan                                         | C11b              |     |
| 19      | Öt dinasztia    | Csing                                                       | C12               |     |
| 20      | Tang            | Öt dinasztia, Szung, Csing                                  | C13               |     |
| 21      | Tang            | Song, (tisztázatlan dátum), Csing                           | C14               |     |
| 22      | Tang            | Szung, Nyugati Hszia, Csing                                 | C15               |     |
| 23      | Tang            | Szung, Csing                                                | C16               |     |
| 24      | Tang            |                                                             | C17b              |     |
| 25      | középső Tang    | Öt dinasztia, Szung, Csing                                  | C17               |     |
| 26      | Tang            | Öt dinasztia, Szung, (tisztázatlan dátum), Csing            | C18               |     |
| 27      | Tang            |                                                             | C18b              |     |
| 28      | korai Tang      | Szung, Nyugati Hszia, Csing                                 | C19               |     |
| 29      | Nyugati Hszia   | Yuan, Csing                                                 | C20               |     |
| 30      | Late-Tang       | Szung                                                       | C20               |     |
| 31      | Öt dinasztia    | Csing                                                       | C21               |     |
| 32      | Öt dinasztia    | Szung                                                       | C22               |     |
| 33      | Öt dinasztia    | Csing                                                       | C23               |     |
| 34      | Tang            | Öt dinasztia, Szung, Csing                                  | C24               |     |
| 35      | Tang            | Öt dinasztia, Szung, Csing                                  | C25               |     |
| 36      | Tang            | Öt dinasztia, Szung, Csing                                  | C26               |     |
| 37      | Csing           |                                                             |                   |     |
| 38      | Tang            | Öt dinasztia, Csing                                         | C27               |     |
| 39      | Tang            | (tisztázatlan dátum), Yuan, Qing                            | C28               |     |
| 40      | Öt dinasztia    | Csing                                                       | C29               |     |
| 41      | Öt dinasztia    | Jüan, Csing                                                 |                   |     |
| 42      | High-Tang       |                                                             |                   |     |